# ذي جمالة (المخادر)

تعديل مصدري - تعديل

ذي جمالة محلة تابعة لقرية العهاب، التابعة لعزلة جبل عقد بمديرية المخادر إحدى مديريات محافظة إب في الجمهورية اليمنية، بلغ تعداد سكانها 45 حسب تعداد اليمن لعام 2004.